# Oleg Połosin
Oleg Połosin (ukr. Олег Полосін; ur. 8 sierpnia 1960) – ukraiński koszykarz.

## Przebieg kariery
- 1991–1992: Legia Warszawa[1][2]
- 1992–1995: Pogoń Prudnik[3]
- 1995–1996: Pogoń Sosnowiec[4]
- 1996–1998: Stal Ostrów Wielkopolski[5]
- 1998: OSiR Pleszew[6]
- 1998–1999: Siarka Tarnobrzeg[7]
- 2000–2001: CSKA Kijów